# Nicesípolis
Nicesípolis de Feras (en griego: Νικησίπολις), fue una mujer de Tesalia, nativa de la ciudad de Feras, esposa o concubina del rey Filipo II de Macedonia, y madre de Tesalónica de Macedonia. No hay evidencia sobre su vida, aunque parece haber sido de origen noble.
Ateneo testimonia que Filipo tuvo dos hijos, Tesalónica y Filipo III, de dos mujeres tesalias, Nicesípolis y Filina, respectivamente, sin especificar si fueron esposas o concubinas.
Probablemente, Nicesípolis murió poco tiempo después del nacimiento de Tesalónica (342 a. C.), porque ésta fue criada por Olimpia de Epiro, mujer de Filipo, y madre de Alejandro Magno.
Nicesípolis o Filina podrían haber sido las mujeres tesalias de las que Olimpia estaba celosa, según el testimonio de Plutarco.